# Lethrus bituberculatus
Lethrus bituberculatus är en skalbaggsart som beskrevs av Ernst Ballion 1870. Lethrus bituberculatus ingår i släktet Lethrus och familjen tordyvlar.

## Underarter
Arten delas in i följande underarter:
- L. b. macrodon
- L. b. impressifrons